# Jacques Normand (écrivain)
Pour les articles homonymes, voir Jacques Normand.
Ne doit pas être confondu avec Jacques Madeleine.
Jacques Clary Jean Normand, né à Paris le 25 novembre 1848 et mort le 28 mai 1931 à Neuilly-sur-Seine, est un écrivain français.

## Biographie
Il est avocat à 21 ans, puis étudiant à l'École des chartes. En 1870, il s'engage dans les gardes mobiles (les moblots). Démobilisé, il obtient en 1875 son diplôme d'archiviste-paléographe. Il devient ensuite prosateur, romancier, poète, journaliste, auteur pour le théâtre. En 1879, il est lauréat du prix de poésie de l'Académie française.
Il épouse la fille de l'académicien Joseph Autran. Sa fille Jacqueline épouse le comte Bérenger de Miramon Fitz-James en 1907. En 1918, il est vice-président de la Société des gens de lettres, où il crée le prix littéraire qui porte son nom.
Louis Labat écrivit de lui : « il est un des pères du monologue », Georges Walch le présente ainsi dans son Anthologie des poètes français contemporains : « Le vers de Jacques Normand se recommande par l’extrême facilité, l’élégance native, le naturel… »,.

## Œuvres
Ses œuvres ont été éditées chez Calmann-Lévy, dont le fonds appartient aujourd'hui à Hachette.

### Poésie
- Les Tablettes d'un mobile, 1871 ; le mot mobile dans le titre est une allusion aux gardes mobiles dont il avait rejoint les rangs en 1870
- À tire-d'aile, 1878
- La Poésie de la science, 1879
- Paravents de salons et de tréteaux..., 1881
- Les Moineaux francs, 1887
- La Muse qui trotte, 1894
- Les Visions sincères, 1903
- Soleils d'hiver

### Théâtre
- Le Troisième Larron, 1874, pièce de théâtre en un acte, mise en musique par Jules Massenet, inscrite au répertoire du Théâtre de l'Odéon en 1875
- L'Amiral, 1880, comédie en deux actes, Théâtre du Gymnase en 1880 et Théâtre Français en 1895
- Les Petits Cadeaux, comédie en un acte, Théâtre du Gymnase
- Les Vieux Amis, comédie en trois actes, Théâtre de l'Odéon
- La Douceur de croire, pièce en trois actes, Théâtre Français, 8 juillet 1899

En collaboration avec Arthur Delavigne
- Blakson père et fils, comédie en quatre actes, Théâtre de l'Odéon
- Les Petites Marmites, comédie en trois actes, Théâtre du Gymnase
- Voilà Monsieur !, comédie en un acte, Théâtre du Gymnase

### Essais
- L'Émigrant alsacien, 1873
- Beaumarchais 1877, à-propos de...
- Les Jours vécus (souvenirs d'un parisien de Paris), Calmann-Lévy, 1910 (dédié à Frédéric Masson, de l'Académie française)
- En regardant la vie, 1912

### Romans et autres publications
- Le Prieuré des deux amants, conte de Noël
- Le Monde où nous sommes, nouvelle
- La Madone, roman parisien, roman

### Œuvres diverses
- Les Écrevisses, 1879
- Contes à Madame, dont Câlinette et quelques autres, 1890
- Courage de femme, 1890

## Le prix Jacques Normand de la Société des gens de lettres
Le Prix Jacques-Normand a été attribué de 1919 à 1992.

## Distinctions
- Chevalier de la Légion d'honneur, décret du 5 janvier 1892[4]
- 1880 : Académie des inscriptions et belles-lettres - Prix Delalande-Guérineau pour Aiol, chanson de geste, publiée d'après le manuscrit unique de Paris[5]